# Elliot Silverstein
Elliot Silverstein (Boston, 3 agosto 1927 – Los Angeles, 24 novembre 2023) è stato un regista e produttore cinematografico statunitense.

## Biografia
Silverstein iniziò a dirigere film a partire dagli anni '60, esordendo con  Cat Ballou (1965), una commedia ambientata nel vecchio West con protagonista Jane Fonda e che gli farà guadagnare 5 candidature ai premi Oscar nel 1966. Seguirono altri film che riscossero un notevole successo di pubblico, tra i quali Cominciò per gioco... (1967), Un uomo chiamato Cavallo (1970) e La macchina nera (1977). 
Oltre che in campo cinematografico,  diresse anche alcuni episodi di serie televisive, quali Ai confini della realtà, The Nurses, La famiglia Brock e I racconti della cripta.
Nel 1994 diresse il suo ultimo film, Incendio assassino, prima di ritirarsi definitivamente dal cinema.
È morto il 24 novembre 2023 all'età di 96 anni.

## Vita privata
Silverstein si sposò due volte: la prima con Evelyn Ward, che sposò nel 1962 e da cui divorziò nel 1968; la seconda con Alana King.

## Filmografia

### Cinema
- Cat Ballou (1965)
- Cominciò per gioco... (The Happening) (1967)
- Un uomo chiamato Cavallo (A Man Called Horse) (1970)
- Nightmare Honeymoon (1974)
- La macchina nera (The Car) (1977)
- Incendio assassino (Flashfire) (1994)

### Televisione
- Omnibus - serie TV, 1 episodio (1954-1956)
- Suspicion - serie TV, 1 episodio (1958)
- Ai confini della realtà (Twilight Zone) - serie TV, 4 episodi (1961-1964)
- The Nurses - serie TV (1962-1964)
- La parola alla difesa (The Defenders) - serie TV, 4 episodi (1962-1964)
- The Crisis (Kraft Suspense Theatre) - serie TV (1963-1964)
- Sotto accusa (Arrest and Trial) - serie TV, 1 episodio (1964)
- I racconti della cripta (Tales from the Crypt) - serie TV, 4 episodi (1991-1994)
- La famiglia Brock (Picket Fences) - serie TV, 1 episodio (1993)